# Samantha Eckert
Samantha Eckert (* 2007 in Deutschland) ist eine deutsche Tennisspielerin der Special Olympics, die an den Special Olympics World Summer Games 2023 in Berlin teilnahm und zwei Silbermedaillen gewann.

## Leben und Karriere
Samantha Eckert lebt in Berlin und ist zum Zeitpunkt ihrer Teilnahme an den World Summer Games Schülerin. Sie ist Mitglied des ITC Internationaler Tennisclub Berlin und spielt vorwiegend auf Sandplätzen. 
Vor den Special Olympics Deutschland Sommerspielen 2022 erhielt sie ein exklusives Training von ihrem Tennis-Vorbild Andrea Petkovic. Sie gab in einem Interview an, dass sie zusätzlich zum Tennisspielen auch schon seit vielen Jahren reitet.
Eckert nahm an den Special Olympics Deutschland Sommerspielen 2022 in Berlin teil und qualifizierte sich für die World Games im folgenden Jahr. Ihre Partnerin im Tennisdoppel war Sophie Rensmann, mit der sie auch 2023 bei den Special Olympics World Summer Games erfolgreich war: Im Finale des Doppels der Frauen in der Leistungsgruppe L5 DF01 stand sie dort gemeinsam mit ihr gegen Sophia Schmidt und Paula Polak auf dem Platz, ebenfalls von Special Olympics Deutschland. Ihr Team gewann mit 0:2 die Silbermedaille.
Im Einzel konnte Samantha Eckerts auf Level 5 (SF01A) ebenfalls die Silbermedaille erspielen.